# Conidiobolus mycophilus
Conidiobolus mycophilus är en svampart som beskrevs av Sriniv. & Thirum. 1966. Conidiobolus mycophilus ingår i släktet Conidiobolus och familjen Ancylistaceae.   Inga underarter finns listade i Catalogue of Life.